# 챔피언 (스포츠 의류)
챔피언(Champion)은 1919년에 설립된 미국의 스포츠 의류 제조업체이다. 헤인스브랜즈의 자회사이다. 티셔츠, 폴로 셔츠, 반바지, 스웨터, 재킷, 스커트 등을 제조 및 판매하고 있다.